# 1954 au Québec
Cet article traite des événements survenus en 1954 au Québec. 

## Événements

### Janvier
- 10 janvier : les Métallurgistes unis d'Amérique lancent une campagne de souscription pour venir en aide aux mineurs de Noranda et de Normétal, en grève depuis août 1953[1].
- 12 janvier : adoption, à l'Assemblée législative, de la loi 19, refusant la certification aux syndicats qui acceptent des communistes dans leurs rangs[2].
- 13 janvier : la loi 20 est adoptée à son tour. Celle-ci enlève leur certification aux syndicats qui favorisent le recours à la grève[3].
- 14 janvier : le ministre des Finances Onésime Gagnon dépose un projet de loi créant un impôt provincial sur le revenu. La loi est rétroactive au 1er janvier[4].
- 19 janvier : adoption d'une loi restreignant le droit de culte aux Témoins de Jéhovah.
- 20 janvier : dans son discours du budget, Onésime Gagnon annonce des dépenses de 308 millions de dollars pour l'année 1954-1955[5].
- 30 janvier : un accident impliquant un autobus et un camion-remorque fait 15 morts à Yamachiche[6].

### Février
- 15 février : les mineurs de Noranda et de Normétal retournent au travail. Une augmentation de 13 cents l'heure leur est accordée de même qu'un remaniement de l'horaire des équipes. Il s'agit d'une compensation bien en deçà de leurs revendications puisqu'ils demandaient une augmentation de 22 cents l'heure et la semaine de 44 heures[7].
- 17 février : dépôt de la loi 52 créant l'Université de Sherbrooke[8].
- 24 février : la loi sur l'impôt provincial est adoptée par 59 voix contre 22, le PLQ ayant décidé de voter contre[9].

### Mars
- 5 mars : fin de la deuxième session de la 24e législature[10].

### Avril
- 1er avril : un feu de forêt menace La Sarre en Abitibi[11].
- 30 avril : en vertu du nouvel impôt, le premier ministre Maurice Duplessis promet des octrois de 16 millions de dollars aux hôpitaux et aux universités[12].

### Mai
- 13 mai : le Canada et les États-Unis s'entendent sur un projet de canalisation du fleuve Saint-Laurent[13].

### Juin
- 10 juin : le CN annonce la construction d'un chemin de fer entre Chibougamau et Saint-Félicien[14].
- 11 juin : Maurice Duplessis annonce la construction d'une nouvelle École Polytechnique sur le mont Royal, qui remplacera celle de la rue Saint-Denis datant de 1910[15].

### Juillet
- 14 juillet : douze enfants meurent noyés lors d'une randonnée en chaloupe sur le lac des Deux-Montagnes[2].
- 15 juillet : début du procès de Wilbert Coffin[16].

### Août
- 1er août : cérémonie d'ouverture de l'exploitation des mines de fer de l'Ungava. Un premier navire chargé de minerai de fer part de Sept-Îles pour les États-Unis[17].
- 5 août : Wilbert Coffin est reconnu coupable du meurtre de trois chasseurs américains en Gaspésie en 1953[3].
- 10 août : inauguration des travaux d'aménagement du fleuve Saint-Laurent en vue de sa canalisation[13].

### Septembre
- 3 septembre : Jean Drapeau annonce sa candidature à la mairie de Montréal[18].
- 17 septembre : le ministre Paul Dozois fait connaître un programme (le Plan Dozois) visant à éliminer les taudis de l'île de Montréal[19].
- 18 septembre : le premier ministre canadien Louis St-Laurent déclare que le Québec est une province comme les autres. Il refuse en effet de conclure avec le gouvernement Duplessis une entente fiscale différente de celle qu'il a signé avec les autres provinces[20].
- 26 septembre : Duplessis déclare qu'il n'acceptera jamais les accords fiscaux proposés en ce moment par Ottawa[21].

### Octobre
- 5 octobre : Maurice Duplessis et Louis St-Laurent se rencontrent à Ottawa. Le premier ministre canadien accepte une certaine déduction de l'impôt provincial sur celui du fédéral en retour de la promesse d'abandon par le Québec de la notion de priorité des provinces en matière d'impôt sur le revenu[22].
- 6 octobre : Sarto Fournier annonce sa candidature à la mairie de Montréal[23].
- 25 octobre : Jean Drapeau est élu maire de Montréal par une majorité de 50 000 voix[24].

### Novembre
- 15 novembre : Maurice Duplessis rencontre Pierre Mendès France, président du Conseil français, à Québec[10].
- 17 novembre : début de la troisième session de la 24e législature. Le Discours du Trône annonce la création d'un ministère des Ressources hydrauliques[10].
- 21 novembre : Duplessis fait remplacer le préambule de la loi sur l'impôt provincial. La notion de priorité des provinces en matière d'impôt sur le revenu y est biffée[25].
- 26 novembre : annonce que Wilbert Coffin emmène sa cause en Cour d'appel[26].
- 30 novembre : le feuilleton télévisé Le Survenant fait son apparition à la télévision[2].

### Décembre
- 3 décembre : Maurice Duplessis annonce une subvention de 30 millions de dollars pour l'électrification rurale[27].

## Naissances
- Diane Boissonneault alias Lili Gulliver (écrivaine) († 19 mars 2023)
- Ian Ferrier (poète, musicien, chorégraphe et animateur) († 3 novembre 2023)
- Kathleen Weil (femme politique)
- Marthe Blouin (journaliste)  († 31 août 2020)
- 5 janvier - Raynald Blais (homme politique) († 26 septembre 2023)
- 7 janvier - Jacques Locas (joueur de hockey)  († 13 août 2006)
- 27 janvier - François Auger (homme de sciences)
- 11 février - Michel Dion (joueur de hockey et instructeur de golf)
- 16 février - Julie Vincent (actrice)
- 5 avril - Guy Bertrand (chroniqueur)
- 13 avril - Marc Desjardins (parolier et metteur en scène) († 24 mai 2025)
- 20 avril - Gilles Lupien (joueur et agent de joueurs de hockey) († 18 mai 2021)
- 30 avril - Charles Constantin (joueur de hockey et homme d'affaires)
- 16 mai - Pierre Flynn (chanteur)
- 26 mai - Denis Lebel (homme politique)
- 1er juin - André Drolet (homme politique)
- 9 juin - Denys Gagnon (écrivain)
- 10 juin - Serge Arcuri (compositeur) († 27 juin 2024)
- 9 juillet - Normand Chaurette  († 31 août 2022)
- 15 juillet - Marcel Leboeuf (acteur)
- 22 juillet - Pierre Lebeau (acteur)
- 24 juillet - JiCi Lauzon (acteur et humoriste)
- 31 juillet - Jean Bernier (joueur de hockey)
- 25 août - Paul Houde (acteur et animateur de la télévision et de la radio) († 2 mars 2024)
- 28 août - Sylvie Desrosiers (écrivaine)
- 18 septembre - Normand Poulin (hommes d'affaires et homme politique)
- 8 octobre - Guy Richer (acteur)
- 16 octobre - Jean-Jacqui Boutet (acteur)
- 23 octobre - Denis Grondin (archevêque de Rimouski).
- 24 octobre - Thomas Mulcair (homme politique)
- novembre - Claude Villeneuve (biologiste et professeur) († 19 mai 2024)
- 10 novembre - Pierre Fitzgibbon (homme d'affaires et homme politique)
- 19 novembre - Réjean Lemelin (joueur de hockey)
- 9 décembre - Diane Leblanc (femme politique)

## Décès
- 22 janvier - Philippe Hamel (homme politique) (º 12 octobre 1884)
- 8 avril - Winnifred Eaton (en) (auteur) (º 21 août 1875)
- 27 mai - Édouard Montpetit (homme de loi) (º 26 septembre 1881)
- 24 août - Robert Talbot (musicien) (º 2 décembre 1893)
- 9 octobre - Olivier Guimond, père (humoriste) (º 18 mars 1893)
- 14 décembre - Pierre-Auguste Lafleur (en) (homme politique) (º 3 mars 1872)
- 17 décembre - Roméo Vachon (aviateur) (º 29 juin 1898)
- 23 décembre - Lucien-Hubert Borne (ancien maire de Québec) (º 20 août 1884)

## Sources et références
1. ↑  Jean Cournoyer, La mémoire du Québec, 2001 [détail de l’édition], p. 1423.
2. 1 2 3  Bilan du Siècle
3. 1 2  Idem
4. ↑  Jacques Lacoursière. Histoire populaire du Québec. Septentrion. 1997. p. 378
5. ↑  « Un budget de dépenses de $308,000,000 à Québec », Le Devoir,‎ 20 janvier 1954, p. 1
6. ↑  15 morts dans une tragédie à Yamachiche. Le Devoir. 1 février 1954. p. 1
7. ↑  Fernand Dansereau. Noranda, une défaite pour tout le mouvement ouvrier. Le Devoir. 15 février 1954. p. 3
8. ↑  Pierre Laporte, « Une cinquième université dans la province de Québec », Le Devoir,‎ 17 février 1954, p. 1
9. ↑  L'impôt provincial est adopté par un vote de 59 à 22. Le Devoir. 25 février 1954. p. 1, 3
10. 1 2 3  « Chronologie parlementaire 1954-1956 » (consulté le 11 mars 2009)
11. ↑  La Sarre échappe à une conflagration. Le Devoir. 2 avril 1954. p.1
12. ↑  $16 millions aux hôpitaux et aux universités. Une promesse de M. Duplessis en vertu du nouvel impôt. Le Devoir. 1 mai 1954. p. 1
13. 1 2  « Début des travaux d'aménagement du Saint-Laurent », Le Devoir,‎ 10 août 1954, p. 1
14. ↑  « On construira le tronçon Chibougamau-St-Félicien », Le Devoir,‎ 11 juin 1954, p. 1
15. ↑  Nouvelle École Polytechnique construite sur la montagne. Le Devoir. 12 juin 1954. p.1
16. ↑  Clément Fortin. L'affaire Coffin, une supercherie?. Éditions Wilson et Lafleur. 2007
17. ↑  Dans l'Ungava. De grandes cérémonies ont marqué le début de l'exploitation des mines de fer. Le Devoir. 2 août 1954. p. 1
18. ↑  Me Jean Drapeau candidat à la mairie. « Réalisations!» tel sera le mot d'ordre de la campagne. Le Devoir. 4 septembre 1954. p. 3
19. ↑  Élimination des taudis. La Ville construirait 1388 logements dans un premier secteur. Le Devoir. 18 septembre 1954. p. 3
20. ↑  Jacques Lacoursière. Histoire populaire du Québec tome 4. Septentrion. 1997. p. 379
21. ↑  Idem, p. 379
22. ↑  Idem, p. 379-380
23. ↑  Louis Robillard. M. Sarto Fournier annonce sa candidature à la mairie. Le Devoir. 7 octobre 1954. p. 3
24. ↑  Élection de Jean drapeau à la mairie de Montréal
25. ↑  Pierre Laporte. Les libéraux veulent faire machine arrière en autonomie. Le Devoir. 22 novembre 1954. p. 1
26. ↑  L'affaire Coffin, une supercherie?
27. ↑  Le plus violent débat de la session. M. Duplessis impose le vote. $30 000 000.00 à l'électrification rurale - Quatre amendements des libéraux sont déclarés « hors d'ordre ». Le Devoir. 4 décembre 1954. p. 1